# Heinrich V. (Kärnten)

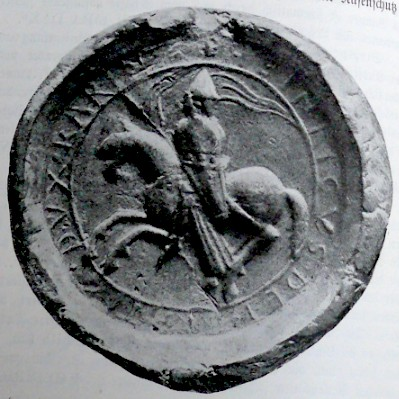

Heinrich V. († 12. Oktober 1161) aus dem Geschlecht der Spanheimer war Herzog von Kärnten von 1144 bis 1161 und Markgraf von Verona von 1144 bis 1151.

## Leben und Wirken
Heinrich V. war der älteste Sohn Herzog Ulrichs I. und der Judith, Tochter von Markgraf Hermann II. von Baden.
Heinrich übernahm 1144 noch jugendlich das Herzogsamt nach dem Tod seines Vaters, musste aber laufend Tiefschläge hinnehmen: Sein Großonkel Graf Bernhard von Trixen († 1147) vermachte seine reichen Allodien samt Ministerialen dem steirischen Markgrafen Ottokar III.; 1151 wurde die Markgrafschaft Verona aus der Personalunion mit den Kärntner Herzögen gelöst und an Markgraf Hermann III. von Baden, einen Onkel Heinrichs, verliehen. 1158 allerdings wurde er durch Bischof Roman I. mit der Vogtei von Gurk betraut.
Als Parteigänger der Staufer war er viel im Auftrag Friedrich Barbarossas unterwegs. Auf der Rückkehr von einer dieser Missionen ertrank Heinrich an der Mündung des Tagliamento. Er ist im Kloster Rosazzo in Friaul begraben. Nachfolger im Kärntner Herzogsamt war sein Bruder Hermann.
Heinrich war verheiratet mit Elisabeth, Tochter von Markgraf Leopold von Steier, Witwe nach Graf Rudolf II. von Stades Ermordung († 1144); sie hatten keine Kinder.